# Kamferdråber
Kamferdråber (Æther spirituosus camphoratus), også kaldet nervedråber eller Bangs nervedråber, er et ældre lægemiddel indeholdende kamfer.
Dråberne brugtes som et opkvikkende middel ved besvimelse, ildebefindende og kramper - specielt til personer som var "hysterisk anlagt". Det indtogedes gerne på en sukkerknald.
Det havde flg. sammensætning iflg. Svenska Apotekens Formelsamling af 1968:
| Kamfer  | 150 g   |
| Æter    | 212,5 g |
| Alkohol | 637,5 g |

Dette svarer til en opløsning af 15% kamfer i 85% Hoffmannsdråber. Formlen for kamferdråber blev først angivet af den danske læge Frederik Ludvig Bang.